# JScript
JScript är ursprungligen Microsofts implementation av det (av Netscape utvecklade) objektorienterade skriptspråket Javascript. Numera är det mer korrekt att säga att det är en implementation av Ecmascript. JScript tillkom i Internet Explorer 3.0, efter att det visat sig att Javascript, som dök upp i Netscape Navigator 2.0, blivit ett populärt verktyg för skriptande på klientsidan på webbsidor. JScript finns också som skriptspråk till Windows Script Host.
JScript siktar, liksom Javascript, på att implementera standarden ECMA-262 (Ecmascript). Det innehåller dock även utökningar, som inte finns i ECMA-262.